# Tagged
Tagged é uma rede social com sede em San Francisco, Califórnia, fundada em 2004 pelos empresários Greg Tseng e Johann Schleier Smith, ambos graduados da Universidade de Harvard.
Esta rede social permite aos usuários criar e gerenciar perfis, enviar mensagens, postar comentários, boletins de correios, configurações de status, ver fotos, vídeos, jogos, brindes, etiquetas, conversar, fazer amigos e também sugere novas pessoas para conhecer.
O Tagged está disponível em Inglês, Alemão, Espanhol, Francês, Português e Italiano.
Em agosto de 2012, o site alegou ter mais de 100 milhões de usuários registrados, tornando-se uma dos maiores comunidades do mundo.